# 乐昌市
乐昌市是中国广东省韶关市下辖的一个县级市，位于韶关市北部，是广东省最北面的县级行政区，北与湖南省宜章、汝城两县交界,素有“广东北大门”之称，市人民政府驻乐城街道。
乐昌有1500多年建县史，素有“千年佗城”美称。南朝梁天监七年（508年）置梁化县，隋开皇十八年（598年）因境内有乐石、昌山两山而改称乐昌县，1994年撤县设市（县级）。乐昌传统文化方面，乐昌花鼓戏、乐昌渔鼓、九峰山歌、（狮舞）青蛙狮被列入省级非物质文化遗产保护项目名录。
建置沿革：樂昌市的前身樂昌縣，縣治有數次遷移，明代正式移到今天樂昌市市區. ( 資料來源：<廣東省廣州市佛山地區韶關地區沿革地理 > )

## 历史
夏、商朝为扬州之域，春秋时属越，战国时属楚，秦朝时属南海郡。秦朝到兩漢，曾有一座任囂城（ 在樂昌市區西南貳里）508年，南梁分曲江县地设置梁化县。公元598年（隋朝开皇十八年）改名乐昌县。
2006年中国南方水灾期间，乐昌受灾严重，衡广复线通车后降为支线的原粤汉铁路乐昌段多处被冲毁。据官方估计，全广东受灾741万人，死亡106人，失踪77人，但据乐昌当地民众反映，仅乐昌实际死亡人数超过300人以上，洪水退后，许多村庄被夷为平地，遇难者尸体随处可见。粤汉铁路坪乐旧线在此次洪灾后被彻底废弃，2013年在乐昌峡水利枢纽工程中被武江淹没。

## 人口
2021年末，乐昌市户籍人口52.59万人，比上年末减少1834人，其中城镇人口26.39万人，占户籍人口比重（户籍人口城镇化率）50.2%，比上年末提高1.3个百分点。

## 地理
乐昌境内地貌主要分流水地貌和岩溶地貌两大类。地势中部和北面较高，向东西两侧递减，西部有大东山，中部有大瑶山、东北部有九峰山。全市山地占72%，丘陵占13.5%，盆地平原占14.5%。

## 气候
乐昌地处中亚热带，具有山地气候特征。年均气温19.6℃，降雨量1500mm，无霜期304天。

## 行政区划
乐昌市下辖1个街道办事处、16个镇：
乐城街道、北乡镇、九峰镇、廊田镇、长来镇、梅花镇、三溪镇、坪石镇、黄圃镇、五山镇、两江镇、沙坪镇、云岩镇、秀水镇、大源镇、庆云镇、白石镇、坪石办事处和梅田办事处。

## 特产
沿溪山白毛尖：中国地理标志产品。

## 交通

### 公路
- 107国道， 240国道， 535国道， 京港澳高速公路， 樂廣高速公路

### 鐵路
- 京廣高速鐵路：樂昌東站
- 京廣鐵路、坪木鐵路：樂昌站、坪石站

## 風景名勝
- 金鸡岭